# Alison Roman
Pour les articles homonymes, voir Roman.
Alison E. Roman, née le 1er septembre 1985, est une autrice culinaire américaine, une cheffe cuisinière et une personnalité médiatique. Elle est notamment connue pour certaines de ses recettes qui ont été largement partagées sur les plateformes de médias sociaux (par exemple #TheStew, une recette de ragoût, et #TheCookies, une recette de cookies),,. Roman a été rédactrice chez Bon Appétit et Buzzfeed Food, et a été chroniqueuse pour le New York Times Cooking,.
Roman est l'auteur de plusieurs livres de cuisine, dont le best-seller du New York Times Nothing Fancy (2019).

## Biographie

### Jeunesse et formation
Alison Roman naît le 1er septembre 1985 et grandit à Los Angeles, en Californie,.
À 19 ans, Roman quitte l'Université de Californie à Santa Cruz où elle suivait un cursus d'écriture créative pour poursuivre une carrière dans la restauration,,,. Elle devient cheffe dans les restaurants Sona (Los Angeles), puis Quince (San Francisco), Milk Bar (New York) et Pies'n'Thighs (Brooklyn),,.

### Carrière

#### Bon Appétitet début de carrière (2011-2018)
Roman commence à travailler pour le magazine culinaire Bon Appétit en 2011, en tant que testeuse de recettes indépendante, peu de temps après que le magazine soit passé sous la direction du rédacteur en chef Adam Rapoport,,,. Elle obtient rapidement un poste à temps plein dans la rédaction de ce magazine, et devient une rédactrice principale,,. Roman apparaît alors largement dans les vidéos, les articles et les médias sociaux du magazine,.  
Roman quitte Bon Appétit en 2015 pour un poste chez Buzzfeed Food. Son premier livre de cuisine, Dining In, est publié par Penguin Random House en 2017.

#### The New York Times, recettes virales et controverse (2018-2020)
Début 2018, une recette de cookies développée par Roman pour Dining In (2017) devient virale sur Instagram. Son succès est tel qu'elle est connue sous le simple nom de #TheCookies. Quelques mois plus tard, Roman rejoint le The New York Times en tant que chroniqueuse régulière.
Son second ouvrage de cuisine, Nothing Fancy (2019), rencontre un succès commercial et critique lors de sa parution,,. Ce livre de cuisine met en valeur des ingrédients « sans chichis » et insiste sur l'importance de la simplicité et de l'authenticité pour recevoir des amis ou des invités,. Plusieurs des recettes qu'elle a développées pour le livre et le New York Times sont devenues virales, notamment un ragoût connu comme #TheStew,,,. 
Alison Roman et ses recettes en ligne gagnent en notoriété pendant la pandémie de COVID-19, lorsque la pratique de la cuisine à domicile augmente,,. Sa recette de pâtes aux échalotes (communément appelée #ThePasta), qui utilise des ingrédients basiques, a été particulièrement populaire pendant les pénuries alimentaires de la pandémie. Le New York Times Cooking la considère ensuite comme sa recette la plus populaire de 2020.
En mai 2020, Roman fait l'objet d'attaques sur les réseaux sociaux à la suite d'une interview dans laquelle elle dénigrait les gammes de produits de Chrissy Teigen et Marie Kondō, toutes deux d'origine asiatique,. Les critiques dénoncent les sous-entendus racistes des remarques faites par Roman. Elle s'excuse par la suite, déclarant que son privilège blanc a joué un rôle dans ses propos et a influencé sa première réaction face aux critiques en ligne,. Pendant cette période, la chronique du New York Times de Roman est suspendue,.

#### Départ duNew York Timeset carrière ultérieure (depuis 2020)
En décembre 2020, Roman annonce qu'elle quitte le New York Times pour entamer un « nouveau chapitre ». 

## Vie privée
Roman vit à New York, dans le quartier de Brooklyn. Elle se décrit comme « à moitié juive » et célèbre régulièrement la fête de Pessa'h et d'autres fêtes religieuses. 
Dans son ouvrage Dining In, elle cite le restaurant Prune, de la cheffe Gabrielle Hamilton, comme un de ses lieux favoris.

## Publications
- Lemons. Short Stack Books, 2015.  (ISBN 9780990785323)
- Dining In. Clarkson Potter Publishers, 2017.  (ISBN 9780451496997)
- Avec Fabián von Hauske et Jeremiah Stone, A Very Serious Cookbook: Contra Wildair. Phaidon Press Ltd., 2018.  (ISBN 9780714876023)
- Nothing Fancy. Clarkson Potter Publishers, 2019.  (ISBN 9780451497017)